# Triodontus modestus
Triodontus modestus är en skalbaggsart som beskrevs av Bendritter 1914. Triodontus modestus ingår i släktet Triodontus och familjen Orphnidae. Inga underarter finns listade i Catalogue of Life.